# Разложки говор
Разложкият говор е български диалект, представител на западните рупски говори.
Говори се предимно в Разложко. Гранични говори са гоцеделчевският от юг, самоковският и ихтиманският от север, бабяшкият от изток, благоевградският и петричкият от запад. Това е говорът, чрез който българският език става известен на модерната наука, защото през 1822 година създателят на съвременния сръбски език Вук Караджич издава във Виена „Додатак к санктпетербургским сравнительним рjечницима свиjу jeзика и нарjeчja с особитим огледом Бугарског jeзика“, в който са поместени 273 думи, къса граматика, 27 народни песни и 2 глави от евангелието, които му е написал и казал „прави бугарин из Разлога“.

## Характеристики
- Изпаднало т при окончания за 3 л. мн. ч. сег. време: берà (берат), връвề (вървят).
- Членна форма за мъжки род единствено число:
  - след мека съгласна -е: дèне (денят), кòне (конят)
  - след твърда съгласна, под ударение -о: плетò, брегò
  - след твърда съгласна, без ударение -у: двòру, стòлу
  - -йạ (йотувано полузатворено а) при прилагателни: гулềмийạ, стàрийạ.
- Застъпници на стб. ѭ са ê (широко – при ударена сричка) и е (обикновено – при неударена сричка): спê (спя), нòсе (нося).
- Омекчаване на съгласните н, л и к в края на думите: ден’, сол’, пак’ (път).
- ъ вместо ъл/лъ, когато групата е в положение между две съгласни: съ̀нце (слънце), вък (вълк).